# Радул Милков
Радул Михайлов Милков е български военен пилот (полковник) и китарист. Той е един от първите организатори и командири на българската авиация. Заедно с летеца Продан Таракчиев на 16 октомври 1912 над Одрин извършват първия боен разузнавателен полет в Европа.

## Биография
Роден е на 5 март 1883 г. в Пловдив. Син на свещеник. След завършване на военната гимназия е подпоручик в 36-и пехотен козлодуйски полк и 8-а тунджанска пионерна дружина. Завършва Военното училище в София през 1906 г. Служил е в двадесет и първи пехотен полк, към техническата дружина и към въздухоплавателната дружина. През 1912 г. завършва курс за пилоти в Германия. Участва в Балканската война като авиатор – пилот, поручик, началник на Първо аеропланно отделение, действащо при Одрин. Участва в Първата световна война като капитан, военен пилот, началник на Първо аеропланно отделение, действащо на Струмския фронт и по-късно като майор, началник на Аеропланната група. Уволнява се на 11 март 1920 г. като подполковник. Става активен член на управляващия БЗНС на Александър Стамболийски. На 9 юни 1923 г. е арестуван и затворен в Обществената безопасност. Той се съгласява да сътрудничи на превратаджиите. По решение на Военната лига през 1924 г. на Милков се устройва „бягство“ в Югославия и той е внедрен като агент в Задграничното представителство на БЗНС, в което заема отговорния пост секретар-касиер. По-късно предава архива на това представителство на българските власти.  След 1939 г. работи в самолетната фабрика „Капрони Български“ – Казанлък и издава списанието „Нашата авиация“. През 1948 г. е произведен полковник от ВВС на НРБ. Умира на 16 февруари 1962 г. в гр. София.

## Първият боен полет
На 16 октомври 1912 г. Милков извършва заедно с наблюдателя Продан Таракчиев първия боен полет в историята на българската авиация, който по-късно предизвиква големи спорове. В дневника за бойните действия на Аеропланното отделение това знаменателно събитие е отразено съвсем кратко, заедно с други данни за проведената дейност през деня:
„Полет на един апарат Албатрос до Одрин и обратно, пилотиран от поручик Милков с пасажер поручик Таракчиев. ... При кацането на апарата се счупи шасито“.
В спомените на двамата първи бойни летци, писани десетки години по-късно, се твърди необосновано, че това е първият боен полет в историята на световната авиация и че тогава е извършено първото бомбардиране. Тези неистини дълги години се възпроизвеждат в много публикации. Историческата истина, потвърдена от многобройни документи е, че първият боен полет на българската авиация, изпълнен на 16 октомври 1912 г. от Милков и Таракчиев, е разузнавателен.  Първото бомбардиране на противников обект от български самолет е извършено на 17 ноември 1912 г. от италианския доброволец Джовани Сабели (пилот) и майор Васил Златаров (наблюдател), командир на Въздухоплавателния парк, със самолет Блерио XI.
Самолетът е използван като бойно средство за първи път от италианците в Триполитанската война срещу Османската империя в Северна Африка. Първият боен разузнавателен полет е извършен на 23 октомври 1911 г. западно от Триполи от италианския капитан Карло Мария Пиаца със самолет „Блерио“, а първата бомбардировка е извършена на 1 ноември 1911 г. на турски военен лагер край Таджира от младши лейтенант Джулио Гавоти със самолет Етрих „Таубе“.
Самолетът, с който е извършен полетът на 16 октомври 1912 г., е бил „Албатрос F-2“. Това е модифицирана версия на френския двуплощник Фарман (затова буквата F) с гондола за екипажа и редови двигател Аргус вместо оригиналния ротационен двигател.

## Памет
На Радул Милков е наречена улица в квартал „Аерогарата“ в София (Карта).
Улица „Радул Милков“ съществува и вече в Индустриалната зона на град Божурище. 
Морският нос Милков на Земя Греъм в Антарктика е наименуван на Радул Милков.

## Военни звания
- Подпоручик (9 септември 1906)
- Поручик (22 септември 1909)
- Капитан (5 август 1913)
- Майор (20 юли 1917)
- Подполковник (28 август 1920)
- Полковник (1948)